# 京士堡
京士堡（英語：Kingsburg）是美國南達科他州博諾姆縣一個非建制地區，其海拔高度約為422米（1384英尺），並以當地的一位地主米克·京（Mike King）命名。京士堡曾在1913年開設一所同名的郵政局，但後來已於1940年關閉。